# Puente Alfredo Zitarrosa
El puente Alfredo Zitarrosa es un puente carretero uruguayo el cual cruza el Río Santa Lucía, sobre el limíte  entre los departamentos de San José y Montevideo.

## Construcción

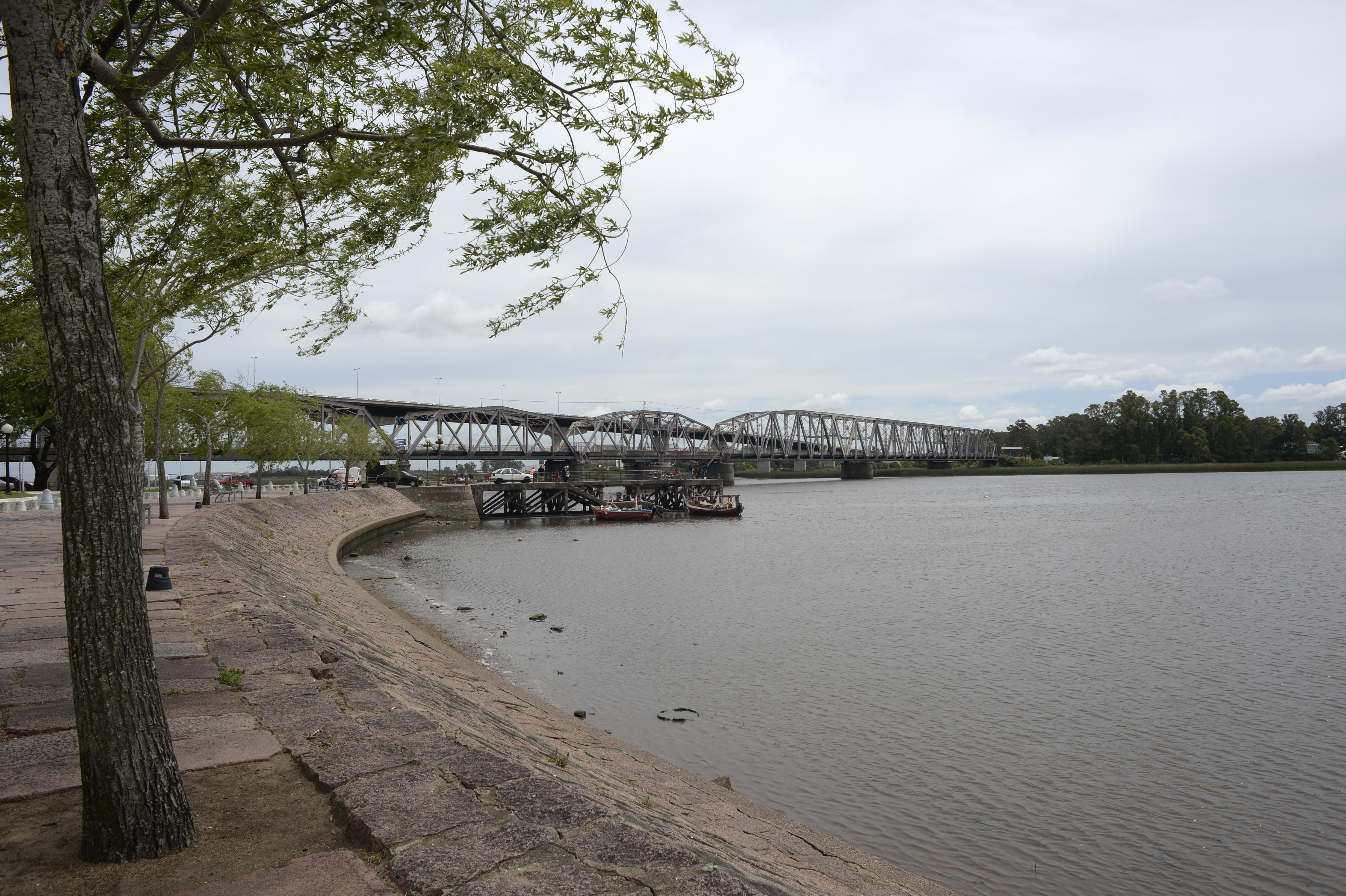
Imagen de localidad, Santiago Vázquez, Montevideo, Uruguay

El puente fue proyectado a fines de los 90 como parte del trazado de la Ruta 1 y para sustituir al Puente de la Barra, ya que este último, de menores dimensiones, no se encontraba en condiciones para el tráfico que emana de la mencionada ruta. La construcción fue iniciada en 1999 aunque la crisis económica del país en los años subsiguientes provocó diversas interrupciones y demoras en su ejecución. El nuevo puente fue construido en base a un sistema  mixto de hormigón y acero, el cual fue fabricado y colocado de forma acompasada desde las márgenes del río Santa Lucía. La estructura metálica del puente fue importada desde España y el montaje se realizó a orillas de la corriente.
Finalmente, el puente fue inaugurado el 13 de diciembre de 2005 por el entonces Presidente de la República Tabaré Vázquez. El 17 de diciembre de 2010 se votó la ley 18.709 que nombró al puente como Alfredo Zitarrosa en honor al cantautor uruguayo.